# Glatthaarmeerschweinchen

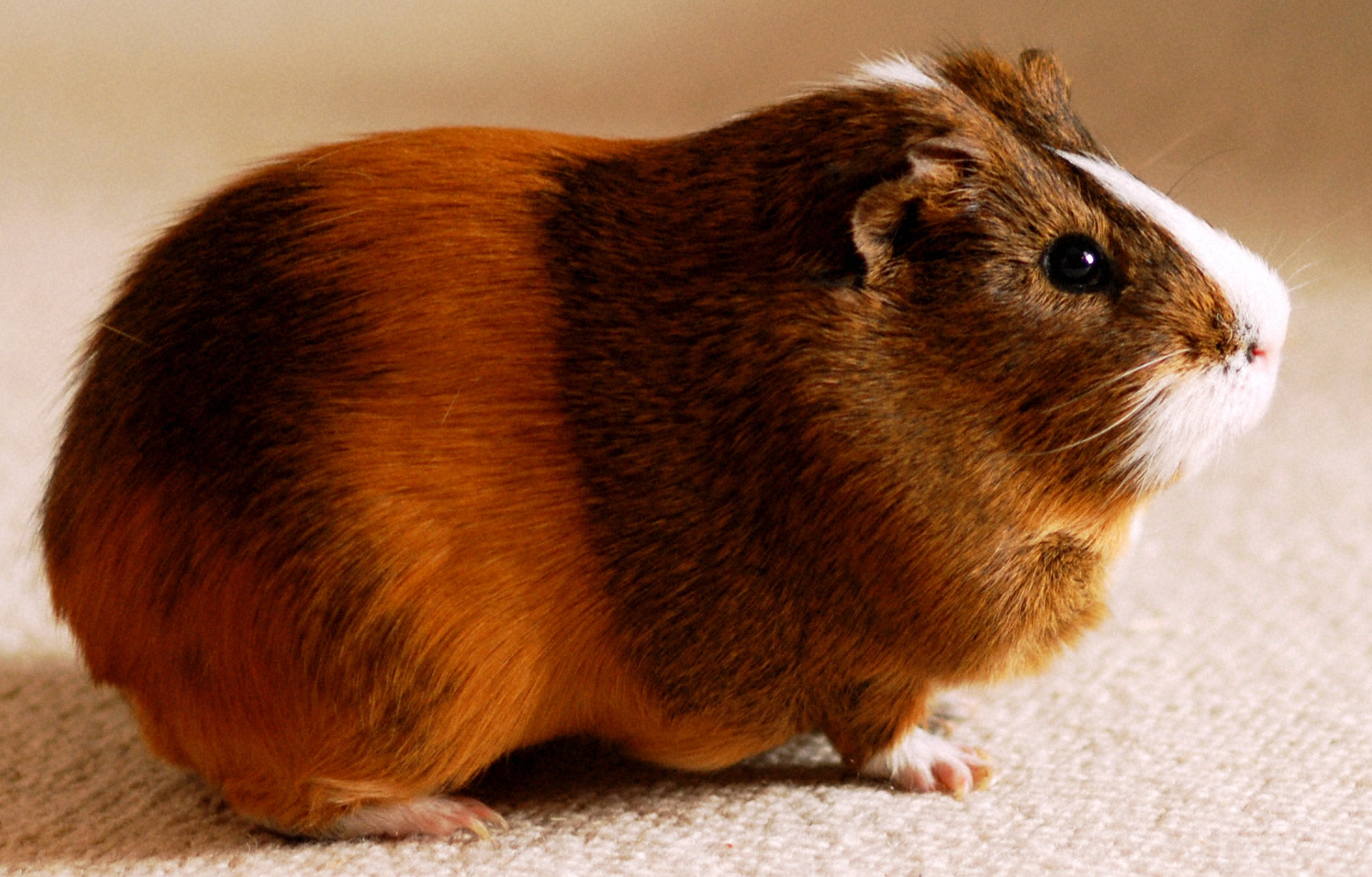
Glattmeerschweinchen

Das Glattmeerschweinchen ist die am häufigsten gehaltene Rasse des Hausmeerschweinchens. Glatthaarmeerschweinchen mit glänzenden Fell nennt man Satin-Meerschweinchen.

## Aussehen
Diese Tiere haben einen kräftigen, rundlichen Körperbau. Die hohen Schultern sind breit, der Rücken ist gerade. Außerdem ist die tiefe Brust breit. Die kurzen Pfoten stehen gerade. An den Vorderpfoten haben sie 4 und an den Hinterpfoten 3 Zehen. Das flauschige Fell ist 2,5 bis 3 Zentimeter lang und liegt eng am Körper an. Die Nase ist gebogen und die Augen und Ohren stehen weit voneinander ab. Des Weiteren haben sie breite Backen und schräge nach unten fallende kleine Ohren mit einer Falte in der Mitte. Die klaren Augen sind Rot. Das Gewicht gut entwickelter Einzeltiere liegt zwischen 900 und 1.200 Gramm. Der Schwanz fällt durch das Fell kaum auf.

## Anerkannte Farben
Folgende Farben sind vom Meerschweinchenfreunde Deutschland (MFD) BD e.V anerkannt: Schwarz-Rot-Agouti, Schwarz-Buff-Agouti, Schwarz-Creme-Agouti, Schwarz-Weiß-Agouti, Lilac-Gold-Agouti, Schokolade-Gold-Agouti, Schokolade-Buff-Agouti, Schokolade-Creme-Agouti, Schokolade-Weiß-Agouti, Lilac-Gold-Argente, Lilac-Buff-Argente, Lilac-Weiß-Argente, Beige-Gold-Argente, Beige-Buff-Argente, Beige-Weiß-Argente, Schwarz-Rot-Solidagouti, Schwarz-Weiß-Solidagouti, Schokolade-Gold-Solidagouti, Schokolade-Weiß-Solidagouti, Schwarz-Rot-Loh, Schwarz-Weiß-Loh, Slate Blue-Gold-Loh, Schokolade-Gold-Loh, Schokolade-Weiß-Loh, Schwarz, Blau, Slate Blue, Lilac, Schokolade, Beige, Rot, Gold mit roten Augen, Gold mit dunklen Augen, Buff mit roten Augen, Buff mit dunklen Augen, Creme mit roten Augen, Creme mit dunklen Augen, Weiß mit roten Augen, Weiß mit dunklen Augen, Brindle Schwarz-Rot, Brindle Schwarz-Creme, Brindle Schwarz-Weiß, Brindle Slate Blue-Weiß, Brindle Schokolade-Creme, Brindle Schokolade-Weiß, Schildpatt Schwarz-Rot, Holländer Schwarz-Rot-Agouti, Holländer Schwarz-Weiß-Agouti, Holländer Schwarz, Holländer Lilac, Holländer Schokolade, Holländer Rot, Holländer Creme mit dunklen Augen, Himalaya Schwarz, Himalaya Schokolade, Rot California Schwarz, Buff California Schwarz, Creme California Schwarz, Weiß California Schwarz, Gold California Lilac, Gold California Schokolade, Buff California Schokolade, Creme California Schokolade, Weiß California Schokolade, Dalmatiner Schwarz-Rot-Agouti, Dalmatiner Schwarz-Buff-Agouti, Dalmatiner Schwarz-Weiß-Agouti, Dalmatiner Schwarz, Dalmatiner Schokolade, Schimmel Schwarz-Rot-Agouti, Schimmel Schwarz-Rot-Solidagouti, Schimmel Schwarz, Schimmel Schokolade, Schimmel Rot, Schwarz, Schimmel Schwarz-Rot, Dapple Gold-Loh, Dapple, Schwarz-Rot-Agouti-Weiß, Schwarz-Buff-Agouti-Weiß, Schwarz-Weiß-Agouti-Weiß, Lilac-Gold-Agouti-Weiß, Schokolade-Gold-Agouti-Weiß, Schokolade-Creme-Agouti-Weiß, Schokolade-Weiß-Agouti-Weiß, Schwarz-Weiß-Solidagouti-Weiß, Schwarz-Weiß, Slate Blue-Weiß, Blau-Weiß, Lilac-Weiß, Schokolade-Weiß, Beige-Weiß, Rot-Weiß, Gold-Weiß mit roten Augen, Gold-Weiß mit dunklen Augen, Buff-Weiß mit roten Augen, Buff-Weiß mit dunklen Augen, Creme-Weiß mit roten Augen, Creme-Weiß mit dunklen Augen, Schwarz-Rot-Agouti-Rot-Weiß, Schwarz-Creme-Agouti-Creme-Weiß, Schwarz-Buff-Agouti-Buff-Weiß, Schokolade-Gold-Agouti-Gold-Weiß, Schokolade-Buff-Agouti-Buff-Weiß, Schokolade-Buff-Solidagouti-Buff-Weiß, Schwarz-Rot-Weiß, Schwarz-Buff-Weiß, Slate Blue-Gold-Weiß, Lilac-Gold-Weiß, Lilac-Buff-Weiß, Schokolade-Gold-Weiß, Schokolade-Buff-Weiß, Beige-Gold-Weiß, Beige-Buff-Weiß und Dapple-Gold-Weiß.

## Fehler
Tiere mit einem spitzen oder zu schmalen Kopf und zu langen Krallen an den Pfoten entsprechen nicht dem Rassestandard.

## Vererbung
Durch die fortlaufende Kreuzung aller Fellfarben untereinander entstehen laufende neue Farbvarianten bei den Glatthaarmeerschweinchen.